# Bavnehøj-Hallen
Bavnehøj-Hallen er en sportshal i Bavnehøj Idrætsanlæg, der hovedsageligt bliver brugt til håndbold og volleyball. Hallen er hjemmebane for håndboldligaklubben Ajax Heroes og Enghave Volleyballklub. Desuden holder vægtløftingsklubben AK Gotha til i kælderen.